# Çerdiğin, Tokat
Çerdiğin là một xã thuộc thành phố Tokat, tỉnh Tokat, Thổ Nhĩ Kỳ. Dân số thời điểm năm 2011 là 591 người.